# Monika Götze
Monika Götze (* 1963) ist eine deutsche Übersetzerin.

## Leben
Monika Götze lebt als freie Übersetzerin und Lektorin in Utrecht. Sie übersetzt Belletristik und Sachbücher aus dem Niederländischen ins Deutsche.

## Übersetzungen
- Hans de Beer: Kleiner Eisbär, Lars, bring uns nach Hause!, Zürich 2011
- Leo Bersee: Abenteuer am Amazonas, Göttingen 1999
- Jan De Kinder: Tomatenrot oder: Mobben macht traurig, Zürich 2014
- Louise Fokkens: Guckt ihr nur!, München 2013
- Berthold Gunster: Ja – aber was, wenn alles klappt?, Frankfurt [u. a.] 2011
- Rick de Haas: Emil – Abenteuer im U-Boot, Zürich 2012
- Rick de Haas: Emil – Besuch im Leuchtturm, Zürich 2011
- Bas Haring: Warum ist der Eisbär weiß?, Frankfurt/Main [u. a.] 2003
- Dick van den Heuvel: Die fünf Farben des Todes, Reinbek bei Hamburg 2005
- Dick van den Heuvel: Mord im Revue-Palast, Reinbek bei Hamburg 2004
- Josee Hussaarts: Eintausend Sommersprossen, Weinheim 2002
- Erna Kuik: Viele, viele Findedinge, Zürich 2009
- Elle van Lieshout: Julias Wunsch, Zürich 2006
- Mirjam Oldenhave: Donna, ich und die Sache mit Tommi, München 2002
- Mirjam Oldenhave: Zwilling gesucht!, München 2004
- Carry Slee: Tanz im Rausch, Hamburg 2001
- Tineke van der Stelt: Api lernt schwimmen, Zürich 2012
- Tineke van der Stelt: Api will verreisen, Zürich 2010
- Jaap Tanja: "Alle Juden sind ...", Mülheim an der Ruhr 2008
- Tjibbe Veldkamp: Affentheater, Zürich 2008
- Karel Verleyen: Die Hexe von Bodmin Moor, München 2005
- Karel Verleyen: Noch einmal fliegen, München 2003